# Football League Cup 2004-2005
La Football League Cup 2004-2005, conosciuta anche con il nome di Carling Cup per motivi di sponsorizzazione, è stata la 45ª edizione del terzo torneo calcistico più importante del calcio inglese, la 39ª in finale unica. La manifestazione, ebbe inizio il 23 agosto 2004 e si concluse il 27 febbraio 2005 con la finale del Millennium Stadium di Cardiff, sede scelta per ospitare l'evento, in attesa della conclusione dei lavori di ristrutturazione del nuovo Wembley.
Il trofeo fu vinto dal Chelsea, vincitore anche della Premier League, che nell'atto conclusivo si impose per 3-2 dopo i tempi supplementari nei confronti del Liverpool.

## Formula
La Football League Cup era riservata alle 20 squadre della Premier League e alle 72 della Football League. Ogni turno della competizione è composto da scontri ad eliminazione diretta, ad esclusione delle semifinali che si compongono di due match dove la squadra con il miglior risultato combinato accede in finale. Se al termine di ogni partita o se il risultato combinato delle semifinali è identico, vengono giocati i tempi supplementari. Se anche al termine dei tempi supplementari il punteggio è ancora in parità, si passa ai calci di rigore.
|                              | Squadre che entrano in questo turno                                                                                           | Squadre qualificate dal turno precedente    |
| ---------------------------- | --- | ------------------------------------------- |
| Primo turno (70 squadre)     | - 24 squadre dalla Football League Two - 24 squadre dalla Football League One - 22 squadre dalla Football League Championship |                                             |
| Secondo turno (50 squadre)   | - 1 squadra dalla Football League Championship - 14 squadre dalla Premier League (non partecipanti alle competizioni europee) | - 35 squadre vincitrici del primo turno     |
| Terzo turno (32 squadre)     | - 6 squadre dalla Premier League (partecipanti alle competizioni europee) - 1 squadra dalla Football League Championship      | - 25 squadre vincitrici del secondo turno   |
| Quarto turno (16 squadre)    | | - 16 squadre vincitrici del terzo turno     |
| Quarti di finale (8 squadre) | | - 8 squadre vincitrici del quarto turno     |
| Semifinali (4 squadre)       | | - 4 squadre vincitrici dei quarti di finale |
| Finale (2 squadre)           | | - 2 squadre vincitrici delle semifinali     |

## Primo turno
| Squadra 1          | Risultato       | Squadra 2         |
| ------------------ | --------------- | ----------------- |
| 23 agosto 2004     |                 |                   |
| Rochdale           | 2 - 4           | Wolverhampton     |
| 24 agosto 2004     |                 |                   |
| Brighton           | 1 - 2           | Bristol Rovers    |
| Bury               | 2 - 3           | Burnley           |
| Colchester Utd     | 2 - 1           | Cheltenham Town   |
| Crewe Alexandra    | 4 - 1           | Blackpool         |
| Darlington         | 0 - 2           | Barnsley          |
| Doncaster          | 3 - 1           | Port Vale         |
| Gillingham         | 1 - 2           | Northampton Town  |
| Grimsby Town       | 1 - 0           | Wigan             |
| Hartlepool Utd     | 2 - 1           | Macclesfield Town |
| Hull City          | 2 - 2 (1-3 dtr) | Wrexham           |
| Ipswich Town       | 2 - 0           | Brentford         |
| Kidderminster      | 1 - 1 (4-5 dtr) | Cardiff City      |
| Leeds Utd          | 1 - 0           | Huddersfield Town |
| Leyton Orient      | 1 - 3           | Bournemouth       |
| Lincoln City       | 3 - 1           | Derby County      |
| Oldham Athletic    | 2 - 1           | Stoke City        |
| Peterborough Utd   | 0 - 3           | MK Dons           |
| QPR                | 3 - 0           | Swansea City      |
| Rotherham Utd      | 2 - 1 0         | Chesterfield      |
| Rushden & Diamonds | 0 - 1           | Swindon Town      |
| Sheffield Utd      | 4 - 1 (d.t.s.)  | Stockport County  |
| Sunderland         | 3 - 0           | Chester City      |
| Tranmere           | 2 - 1           | Shrewsbury Town   |
| Watford            | 1 - 0           | Cambridge Utd     |
| West Ham Utd       | 2 - 0           | Southend Utd      |
| Wycombe            | 0 - 1           | Bristol City      |
| Yeovil Town        | 3 - 2 (d.t.s.)  | Plymouth          |
| 25 agosto 2004     |                 |                   |
| Bradford City      | 1 - 2 (d.t.s.)  | Notts County      |
| Coventry City      | 4 - 1           | Torquay Utd       |
| Nottingham Forest  | 2 - 0           | Scunthorpe Utd    |
| Oxford Utd         | 0 - 2           | Reading           |
| Sheffield Weds     | 1 - 0           | Walsall           |
| 7 settembre 2004   |                 |                   |
| Boston Utd         | 4 - 3 (d.t.s.)  | Luton Town        |
| 21 settembre 2004  |                 |                   |
| Mansfield Town     | 0 - 4           | Preston N.E.      |

## Secondo turno
| Squadra 1         | Risultato       | Squadra 2      |
| ----------------- | --------------- | -------------- |
| 21 settembre 2004 |                 |                |
| Birmingham City   | 3 - 1           | Lincoln City   |
| Burnley           | 1 - 1 (4-2 dtr) | Wolverhampton  |
| Crystal Palace    | 2 - 1 (d.t.s.)  | Hartlepool Utd |
| Colchester Utd    | 2 - 1 (d.t.s.)  | West Bromwich  |
| Crewe Alexandra   | 3 - 3 (4-2 dtr) | Sunderland     |
| Doncaster         | 2 - 0           | Ipswich Town   |
| Grimsby Town      | 0 - 2           | Charlton       |
| Leeds Utd         | 1 - 0           | Swindon Town   |
| MK Dons           | 1 - 4           | Cardiff City   |
| Manchester City   | 7 - 1           | Barnsley       |
| Norwich City      | 1 - 0           | Bristol Rovers |
| Reading           | 0 - 3           | Watford        |
| Tranmere          | 0 - 1           | Portsmouth     |
| West Ham Utd      | 3 - 2           | Notts County   |
| Wrexham           | 2 - 3           | Sheffield Utd  |
| Yeovil Town       | 1 - 3           | Bolton         |
| 22 settembre 2004 |                 |                |
| Aston Villa       | 3 - 1           | QPR            |
| Blackburn         | 3 - 3 (6-7 dtr) | Bournemouth    |
| Boston Utd        | 1 - 4           | Fulham         |
| Bristol City      | 2 - 2 (3-4 dtr) | Everton        |
| Coventry City     | 1 - 0           | Sheffield Weds |
| Northampton Town  | 0 - 3           | Southampton    |
| Nottingham Forest | 2 - 1 (d.t.s.)  | Rotherham Utd  |
| Oldham Athletic   | 0 - 6           | Tottenham      |
| 4 ottobre 2004    |                 |                |
| Leicester City    | 2 - 3 (d.t.s.)  | Preston N.E.   |

## Terzo turno
| Squadra 1       | Risultato       | Squadra 2         |
| --------------- | --------------- | ----------------- |
| 26 ottobre 2004 |                 |                   |
| Bournemouth     | 3 - 3 (4-5 dtr) | Cardiff City      |
| Burnley         | 3 - 1           | Aston Villa       |
| Crewe Alexandra | 0 - 3           | Manchester Utd    |
| Doncaster       | 0 - 2           | Nottingham Forest |
| Millwall        | 0 - 3           | Liverpool         |
| Portsmouth      | 2 - 1           | Leeds Utd         |
| Sheffield Utd   | 0 - 0 (2-4 dtr) | Watford           |
| 27 ottobre 2004 |                 |                   |
| Birmingham City | 0 - 1           | Fulham            |
| Bolton          | 3 - 4 (d.t.s.)  | Tottenham         |
| Charlton        | 1 - 2           | Crystal Palace    |
| Chelsea         | 1 - 0           | West Ham Utd      |
| Everton         | 2 - 0           | Preston N.E.      |
| Manchester City | 1 - 2           | Arsenal           |
| Middlesbrough   | 3 - 0           | Coventry City     |
| Newcastle Utd   | 2 - 1           | Norwich City      |
| Southampton     | 3 - 2           | Colchester Utd    |

## Quarto turno
| Squadra 1         | Risultato      | Squadra 2      |
| ----------------- | -------------- | -------------- |
| 9 novembre 2004   |                |                |
| Arsenal           | 3 - 1          | Everton        |
| Burnley           | 0 - 3          | Tottenham      |
| Cardiff City      | 0 - 2          | Portsmouth     |
| Watford           | 5 - 2          | Southampton    |
| 10 novembre 2004  |                |                |
| Liverpool         | 2 - 0          | Middlesbrough  |
| Manchester Utd    | 2 - 0          | Crystal Palace |
| Newcastle Utd     | 0 - 2 (d.t.s.) | Chelsea        |
| Nottingham Forest | 2 - 4 (d.t.s.) | Fulham         |

## Quarti di finale
| Squadra 1        | Risultato       | Squadra 2  |
| ---------------- | --------------- | ---------- |
| 30 novembre 2004 |                 |            |
| Fulham           | 1 - 2           | Chelsea    |
| Watford          | 3 - 0           | Portsmouth |
| 1 dicembre 2004  |                 |            |
| Manchester Utd   | 1 - 0           | Arsenal    |
| Tottenham        | 1 - 1 (3-4 dtr) | Liverpool  |

## Semifinali
| Squadra 1 | Totale | Squadra 2      | Andata          | Ritorno         |
| --------- | ------ | -------------- | --------------- | --------------- |
|           |        |                | 11 gennaio 2005 | 25 gennaio 2005 |
| Liverpool | 2 - 0  | Watford        | 1 - 0           | 1 - 0           |
|           |        |                | 12 gennaio 2005 | 26 gennaio 2005 |
| Chelsea   | 2 - 1  | Manchester Utd | 0 - 0           | 2 - 1           |

## Finale
| Arbitro: | Steve Bennett |

|                     |           |                                            |
| Riise 1’ Nunez 113’ | Marcatori | 79’ (a.g.) Gerrard 107’ Drogba 112’ Kezman |

| Liverpool | Chelsea |

| LIVERPOOL       |    |                     |             |     |
|                 |    |                     |             |     |
| P               | 1  | Jerzy Dudek         |             |     |
| D               | 3  | Steve Finnan        |             |     |
| D               | 23 | Jamie Carragher     | Ammonizione |     |
| D               | 4  | Sami Hyypiä         | Ammonizione |     |
| D               | 26 | Djimi Traoré        | Ammonizione | 67’ |
| C               | 10 | Luis García         |             |     |
| C               | 8  | Steven Gerrard (C)  |             |     |
| C               | 16 | Dietmar Hamann      | Ammonizione |     |
| C               | 6  | John Arne Riise     |             |     |
| C               | 7  | Harry Kewell        | 56’         |     |
| A               | 19 | Fernando Morientes  | 74’         |     |
| A disposizione: |    |                     |             |     |
| P               | 20 | Scott Carson        |             |     |
| D               | 12 | Mauricio Pellegrino |             |     |
| D               | 25 | Igor Bišćan         | 67’         |     |
| C               | 18 | Antonio Núñez       | 56’         |     |
| A               | 5  | Milan Baroš         | 74’         |     |
| Manager:        |    |                     |             |     |
| Rafael Benítez  |    |                     |             |     |

| CHELSEA         |    |                  |             |     |
|                 |    |                  |             |     |
| P               | 1  | Petr Čech        |             |     |
| D               | 20 | Paulo Ferreira   |             |     |
| D               | 6  | Ricardo Carvalho |             |     |
| D               | 26 | John Terry (C)   |             |     |
| D               | 13 | William Gallas   | 74’         |     |
| C               | 4  | Claude Makélélé  |             |     |
| C               | 27 | Jiří Jarošík     | 45’         |     |
| C               | 8  | Frank Lampard    | Ammonizione |     |
| A               | 10 | Joe Cole         | 81’         |     |
| A               | 11 | Damien Duff      | Ammonizione |     |
| A               | 15 | Didier Drogba    | Ammonizione |     |
| A disposizione: |    |                  |             |     |
| P               | 40 | Lenny Pidgeley   |             |     |
| D               | 2  | Glen Johnson     | 81’         |     |
| C               | 30 | Tiago            |             |     |
| A               | 22 | Eiður Guðjohnsen | 45’         |     |
| A               | 9  | Mateja Kežman    | 74’         | 81’ |
| Manager:        |    |                  |             |     |
| José Mourinho   |    |                  |             |     |